# Bristol Motor Speedway
Bristol Motor Speedway (hasta 1978: Bristol International Raceway; apodado Thunder Valley, "Valle del Trueno") es un óvalo situado en la ciudad de Bristol, Tennessee, Estados Unidos. Es propiedad de Speedway Motorsports Inc. desde el año 1996.
Las tres divisiones nacionales de la NASCAR compiten en el circuito. Desde 1961, la NASCAR Cup Series disputa en cada temporada dos carreras de 500 vueltas allí: una de ellas a fines de marzo (de día) y la otra a fines de agosto (de noche a partir de 1978). Por su parte, la NASCAR Xfinity Series corre allí desde 1982, acompañando a la Copa NASCAR en ambas fechas. La NASCAR Truck Series ha celebrado allí una carrera en junio desde 1995 hasta 1999, y en agosto a partir de 2003.
El trazado tiene 0,533 millas (858 metros) de extensión, inusualmente corto con respecto a otros circuitos de la NASCAR Cup Series, y con un peralte de entre 26 y 30 grados en las curvas, más de lo habitual en óvalos cortos. Debido a su reducido tamaño, los accidentes abundan en cada carrera. Por esa misma razón, es común que los pilotos de punta abandonen y terminen ganando pilotos desconocidos. La calle de boxes abarca ambas rectas, para permitir que los 43 corredores puedan detenerse al mismo tiempo. En 1992, la pista pasó de estar recubierta de asfalto a hormigón, lo que luego se repitió en el Dover Speedway y Nashville Superspeedway.
Bristol se inauguró en el año 1961, un año luego de iniciada su construcción. Hasta 1969, el óvalo medía 0,5 millas (804 metros) de largo y era mucho menos peraltado que en la actualidad. Su superficie pasó de ser de asfalto a cemento en 1992, y las tribunas y edificios de boxes se ampliaron y reconstruyeron varias veces. Bristol tuvo en 2008 una capacidad de 165.000 espectadores.
Bristol tiene un picódromo de un cuarto de milla, inaugurado en el año 1965. Se encuentra al lado del óvalo, pero han tenido propietarios distintos. Actualmente alberga los Thunder Valley Nationals de la National Hot Rod Association.
En la actualidad y desde 2021, la NASCAR Cup Series también tiene una carrera que se disputa con el circuito oval cubierto de tierra. 

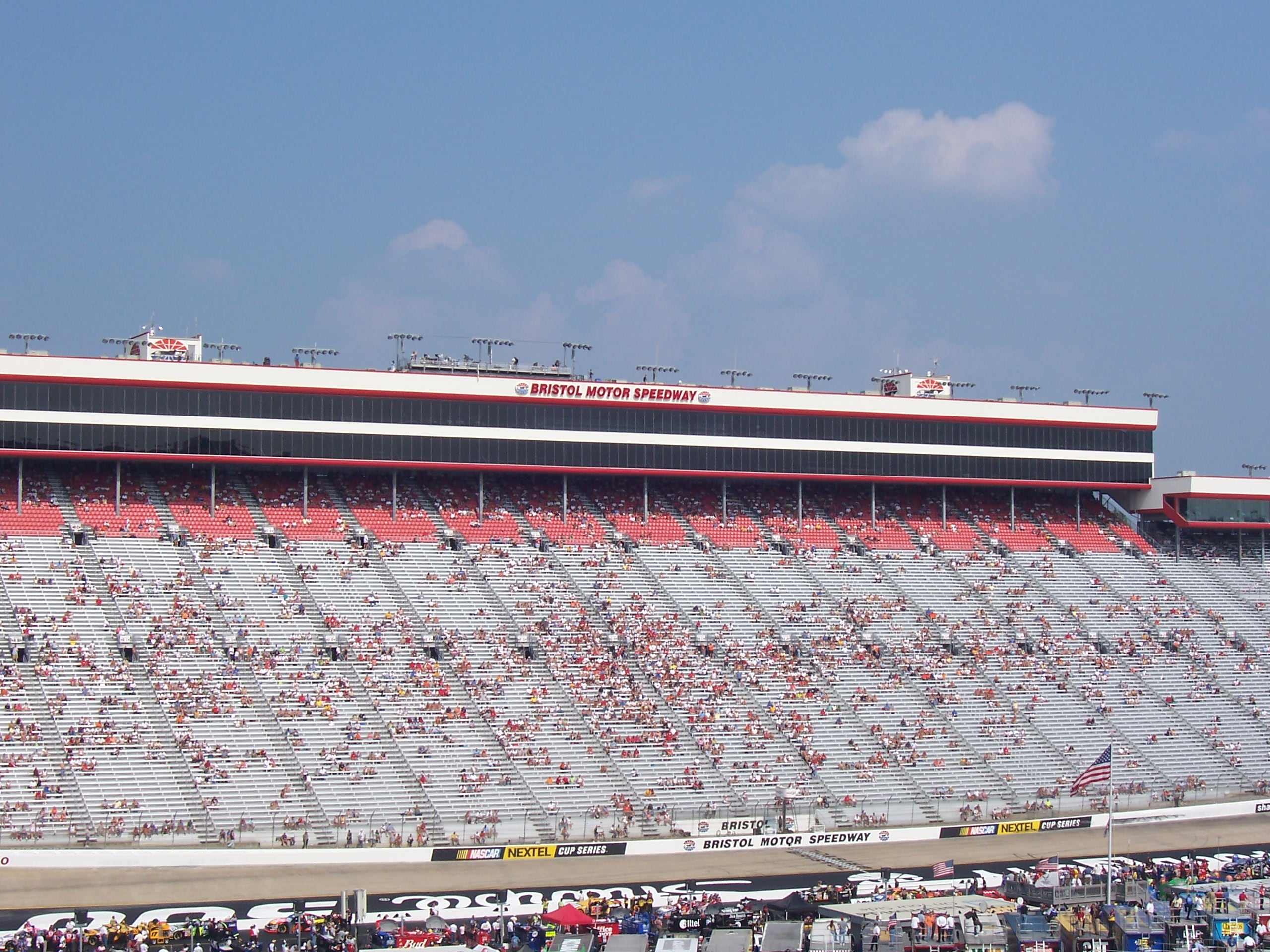
Tribuna principal de Bristol Motor Speedway.

## Récords de vuelta
- Copa NASCAR: Denny Hamlin, 2014, 14.761 s, 129.991 mph (208,466 km/h).
- NASCAR Xfinity Series: Greg Biffle, 2004, 15,093 s, 127,132 mph (204,555 km/h).
- NASCAR Truck Series: Ken Schrader, 2004, 15,118 s, 126,922 mph (204,217 km/h).

## Ganadores recientes
| Año  | Cup Series (marzo) | Cup Series (marzo) | Cup Series (agosto) | Cup Series (agosto) | Xfinity Series (marzo) | Xfinity Series (agosto) | Truck Series     |
| Año  | Piloto             | Marca              | Piloto              | Marca               | Piloto                 | Piloto                  | Piloto           |
| ---- | ------------------ | ------------------ | ------------------- | ------------------- | ---------------------- | ----------------------- | ---------------- |
| 1990 | Davey Allison      | Ford               | Ernie Irvan         | Chevrolet           | L. D. Ottinger         | Rick Mast               | -                |
| 1991 | Rusty Wallace      | Pontiac            | Alan Kulwicki       | Ford                | Bobby Labonte          | Dale Jarrett            | -                |
| 1992 | Alan Kulwicki      | Ford               | Darrell Waltrip     | Chevrolet           | Harry Gant             | Todd Bodine             | -                |
| 1993 | Rusty Wallace      | Pontiac            | Mark Martin         | Ford                | Michael Waltrip        | Todd Bodine             | -                |
| 1994 | Dale Earnhardt     | Chevrolet          | Rusty Wallace       | Ford                | David Green            | Kenny Wallace           | -                |
| 1995 | Jeff Gordon        | Chevrolet          | Terry Labonte       | Chevrolet           | Steve Grissom          | Steve Grissom           | Joe Ruttman      |
| 1996 | Jeff Gordon        | Chevrolet          | Rusty Wallace       | Ford                | Mark Martin            | Jeff Fuller             | Rick Carelli     |
| 1997 | Jeff Gordon        | Chevrolet          | Dale Jarrett        | Ford                | Jeff Burton            | Jimmy Spencer           | Ron Hornaday Jr. |
| 1998 | Jeff Gordon        | Chevrolet          | Mark Martin         | Ford                | Elliott Sadler         | Kevin Lepage            | Ron Hornaday Jr. |
| 1999 | Rusty Wallace      | Ford               | Dale Earnhardt      | Chevrolet           | Jason Keller           | Matt Kenseth            | Jack Sprague     |
| 2000 | Rusty Wallace      | Ford               | Rusty Wallace       | Ford                | Sterling Marlin        | Kevin Harvick           | -                |
| 2001 | Elliott Sadler     | Ford               | Tony Stewart        | Pontiac             | Matt Kenseth           | Kevin Harvick           | -                |
| 2002 | Kurt Busch         | Ford               | Jeff Gordon         | Chevrolet           | Jeff Green             | Jimmy Spencer           | -                |
| 2003 | Kurt Busch         | Ford               | Kurt Busch          | Ford                | Kevin Harvick          | Michael Waltrip         | Travis Kvapil    |
| 2004 | Kurt Busch         | Ford               | Dale Earnhardt Jr.  | Chevrolet           | Martin Truex Jr.       | Dale Earnhardt Jr.      | Carl Edwards     |
| 2005 | Kevin Harvick      | Chevrolet          | Matt Kenseth        | Ford                | Kevin Harvick          | Ryan Newman             | Mike Skinner     |
| 2006 | Kurt Busch         | Dodge              | Matt Kenseth        | Ford                | Kyle Busch             | Matt Kenseth            | Mark Martin      |
| 2007 | Kyle Busch         | Chevrolet          | Carl Edwards        | Ford                | Carl Edwards           | Kasey Kahne             | Johnny Benson    |
| 2008 | Jeff Burton        | Chevrolet          | Carl Edwards        | Ford                | Clint Bowyer           | Brad Keselowski         | Kyle Busch       |
| 2009 | Kyle Busch         | Toyota             | Kyle Busch          | Toyota              | Kevin Harvick          | David Ragan             | Kyle Busch       |
| 2010 | Jimmie Johnson     | Chevrolet          | Kyle Busch          | Toyota              | Justin Allgaier        | Kyle Busch              | Kyle Busch       |
| 2011 | Kyle Busch         | Toyota             | Brad Keselowski     | Dodge               | Kyle Busch             | Kyle Busch              | Kevin Harvick    |
| 2012 | Brad Keselowski    | Dodge              | Denny Hamlin        | Toyota              | Elliott Sadler         | Joey Logano             | Timothy Peters   |
| 2013 | Kasey Kahne        | Chevrolet          | Matt Kenseth        | Toyota              | Kyle Busch             | Kyle Busch              | Kyle Busch       |
| 2014 | Carl Edwards       | Ford               | Joey Logano         | Ford                | Kyle Busch             | Ryan Blaney             | Brad Keselowski  |
| 2015 | Matt Kenseth       | Toyota             | Joey Logano         | Ford                | Joey Logano            | Kyle Busch              | Ryan Blaney      |
| 2016 | Carl Edwards       | Toyota             | Kevin Harvick       | Chevrolet           | Erik Jones             | Austin Dillon           | Ben Kennedy      |
| 2017 | Jimmie Johnson     | Chevrolet          | Kyle Busch          | Toyota              | Erik Jones             | Kyle Busch              | Kyle Busch       |
| 2018 | Kyle Busch         | Toyota             | Kurt Busch          | Ford                | Ryan Preece            | Kyle Larson             | Johnny Sauter    |
| 2019 | Kyle Busch         | Toyota             | Denny Hamlin        | Toyota              | Christopher Bell       | Tyler Reddick           | Brett Moffitt    |
| 2020 | Brad Keselowski    | Ford               | Kevin Harvick       | Ford                | Noah Gragson           | Chase Briscoe           | Sam Mayer        |